# Remparts de la médina de Marrakech

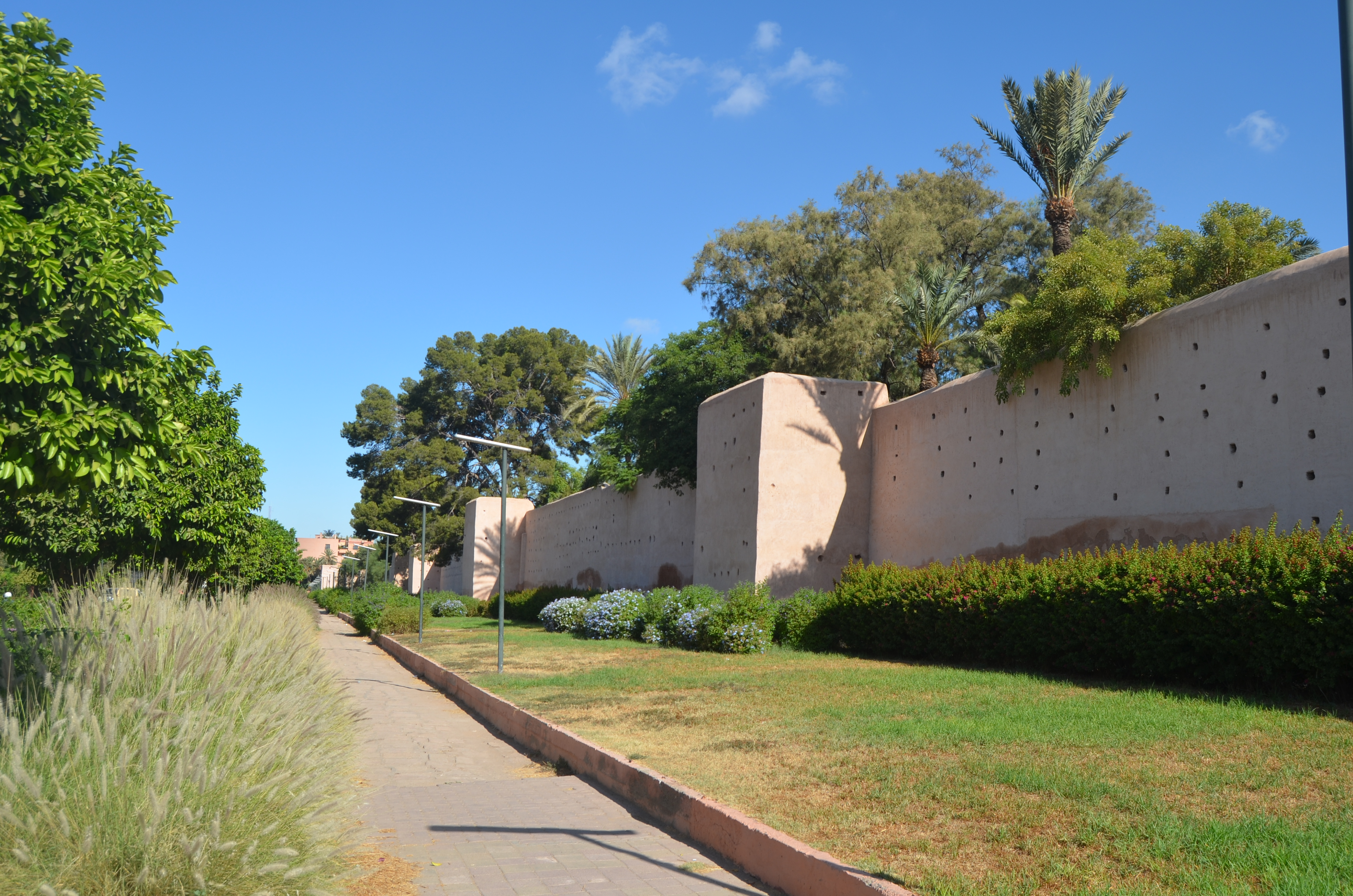
Promenade aménagée le long des remparts de Marrakech.

Les remparts de Marrakech sont un ensemble de murs défensifs qui entourent les quartiers historiques de la médina de Marrakech, au Maroc. Ils ont d'abord été aménagés au début du XIIe siècle par la dynastie almoravide qui a fondé la ville en l'an 1070 et l'ont érigé en capitale de leur empire. Les murs ont depuis été agrandis plusieurs fois par l'ajout de la Kasbah au sud à la fin du XIIIe siècle et par l'extension ultérieure des murs pour englober les quartiers situés au nord de la zaouia de Sidi Bel Abbès.

## Histoire

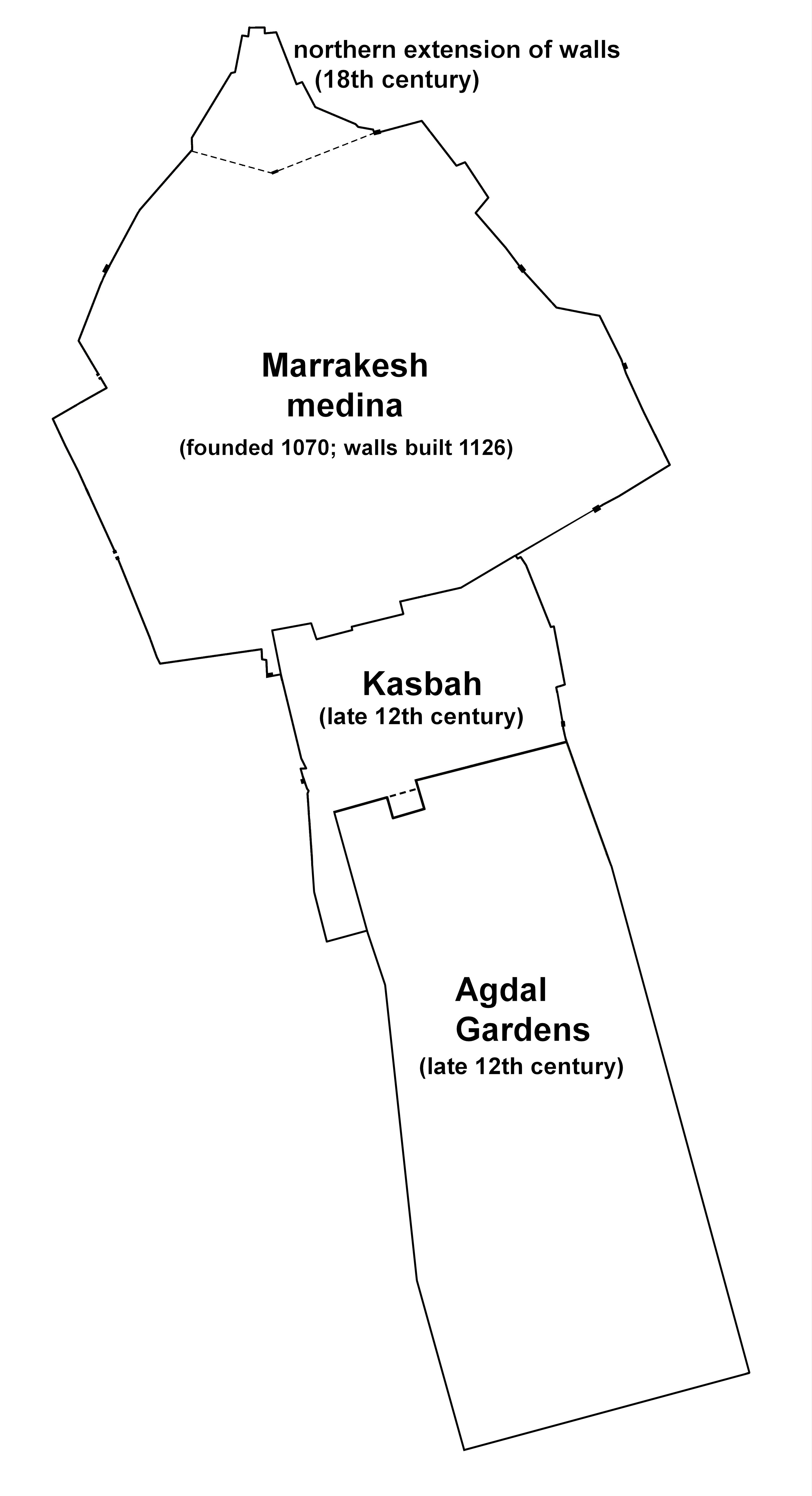
Structure générale des remparts de Marrakech tels qu'ils existent aujourd'hui.

### Fondation almoravide (XIe–XIIesiècles)

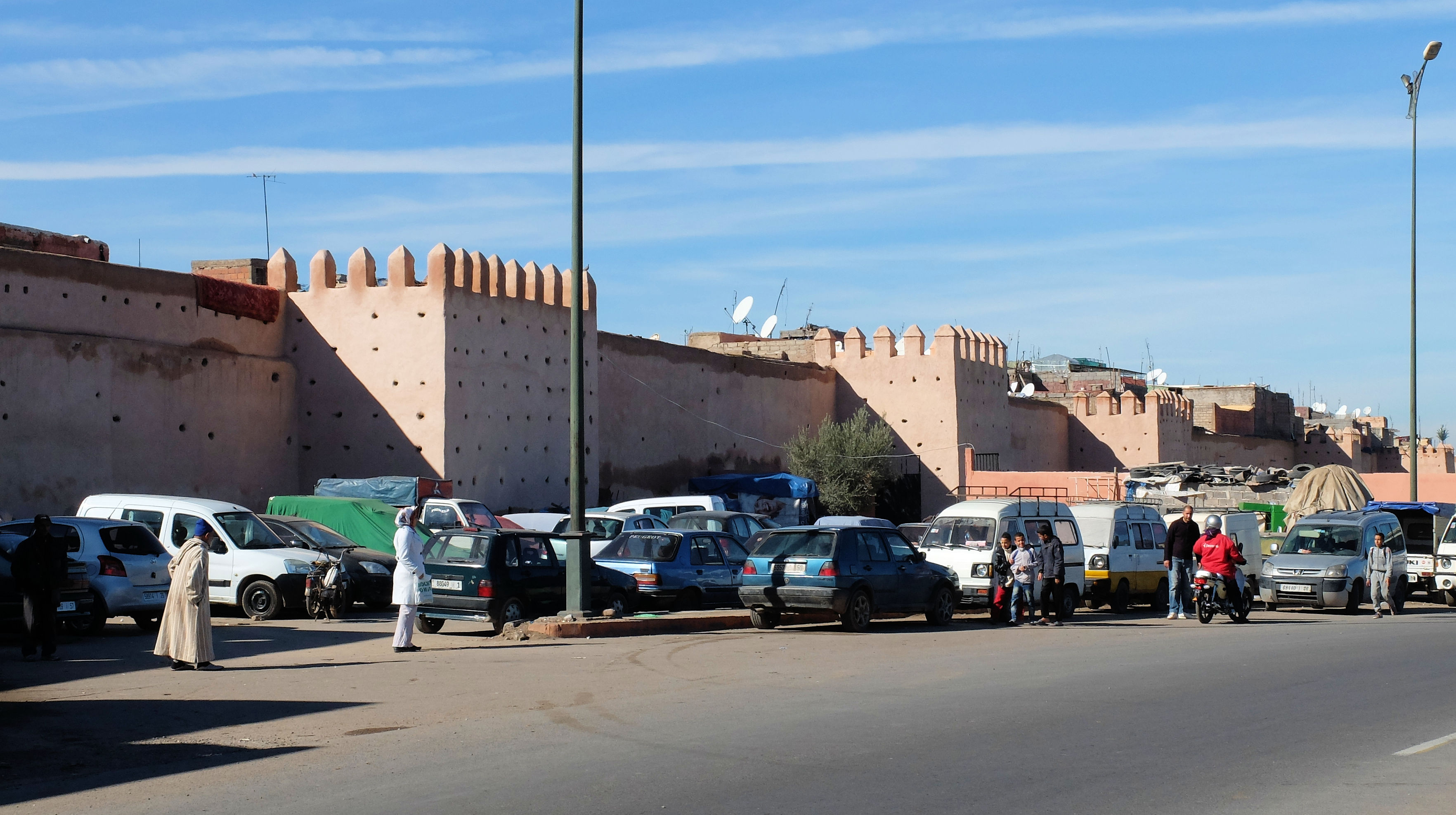
Les murs est de la ville, près de Bab Debbagh.

Marrakech a été fondée par en 1070 Abou Bakr ben Omar, premier grand chef almoravide ,. Au début, la seule fortification majeure de la ville était le Ksar al-Hajjar ("Palais/forteresse de pierre"), une citadelle royale construite par Abou Bakr pour protéger le trésor . Il était situé juste à côté du site de l'actuelle mosquée Koutoubia dans la partie occidentale de la ville. Comme les autres kasbahs de son époque, elle occupait probablement une zone quadrangulaire et est supposée avoir eu plusieurs portes (dont la porte ouest pourrait se confondre avec la porte Bab al-Makhzen incluse plus tard dans les murs de la ville). Les fouilles du XXe siècle ont révélé que le côté sud de la citadelle mesurait 218 mètres de long, ce qui indique une structure assez grande. C'était la première structure monumentale bâtie par les Almoravides et elle a à ce titre marqué leur transition définitive d'un peuple nomade saharien à un empire à base fixe.
Ce n'est qu'en 1126 qu'Ali ben Youssef a décidé d'entourer la ville d'un ensemble complet de murailles défensives. La décision de fortifier la ville avec des remparts était probablement due à la menace croissante que constituaient les Almohades à cette époque  Abu-l-Walid ibn Rushd, un qadi de Cordoue par ailleurs grand-père du célèbre Ibn Rushd (Averroes), aurait été celui qui a convaincu l'émir d'en entreprendre la construction. Des sources historiques affirment également que la construction n'a pas excédé 8 mois et a coûté 70 000 dinars-or. Avant que ne débute la construction, l'orientation des murs avait été tracée au sol à l'aide de cordes et les astrologues de l'émir ont été consultés afin de déterminer la date la plus propice pour débuter les travaux.
Aujourd'hui, le contour principal des murs de la médina est probablement celui des murs almoravides d'origine, avec quelques différences notables au nord et au sud. La zone située à l'intérieur des murs formait un polygone irrégulier de forme vaguement quadrangulaire,. Certaines des irrégularités dans ce plan peuvent être dues à des cimetières et des sites religieux déjà existants ou à des décisions de dernière minute d'inclure davantage de terres dans les murs. De nombreuses portes principales de la ville datent également de cette période - du moins dans leur emplacement, sinon nécessairement dans leurs formes et noms actuels.

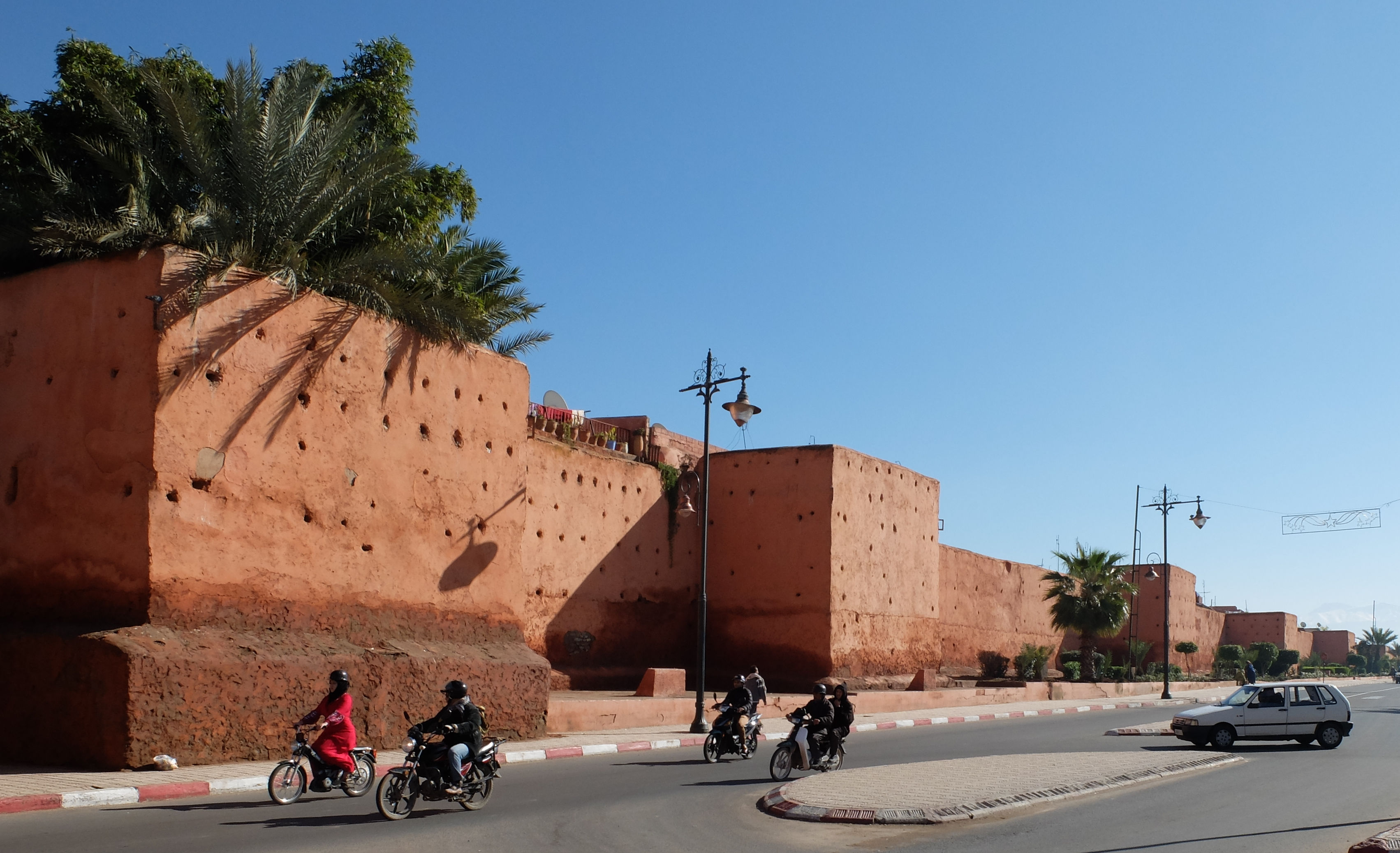
Les murs extérieurs de la kasbah, au sud de Bab Agnaou.

### Période almohade (finXIIe–XIIIesiècles)
Lorsque le souverain almohade Abd al-Mu'min a conquit Marrakech en 1147, il aurait détruit de nombreux monuments almoravides (en particulier des mosquées), mais le Ksar el-Hajjar et le palais d'Ali ben Youssef étaient toujours utilisés comme résidence officielle des nouveaux dirigeants almohades pendant un temps,. Le calife almohade Ya'qub al-Mansur (régnant de 1184 à 1199) s'est cependant lancé dans un projet de construction ambitieux visant à créer un vaste nouveau quartier royal, la Kasbah, juxtaposé au côté sud de la ville existante. Sa création a été motivée en partie par la croissance rapide de la population de la ville et un besoin urgent d'espace supplémentaire pour loger les nouveaux arrivants. La construction de la kasbah a aussi été motivée par la volonté du calife almohade d'imiter d'autres puissants dirigeants du monde islamique qui ont bâti des cités-palais distinctes à partir desquelles ils exerçaient le pouvoir, comme la cité omeyyade de Madinat al-Zahra près de Cordoue ou la ville abbasside de Samarra en Irak. La construction de la kasbah a commencé en 1185 et s'est terminée en 1190.
La kasbah almohade était un vaste quartier autonome entouré de remparts et divisé en son sein par d'autres murs intérieurs. Le contour actuel de l'ouest et du sud de la kasbah actuelle ressemble encore très probablement à son état au terme de la construction almohade. Les Almohades ont également établi de vastes jardins d'agrément autour de la kasbah tels que les jardins d'Agdal au sud qui sont dotés de leurs propres murs,.

### Les périodes saadienne et alaouite (depuis leXVIesiècle)
À la suite de la disparition du régime almohade, Marrakech dans son ensemble décline tandis que la dynastie mérinide fait de Fès sa capitale et réalise des constructions majeures dans la grande cité impériale du nord. Ce n'est que lorsque la dynastie saadienne (du XVIe au début du XVIIe siècle) a de nouveau érigé Marrakech en capitale que la ville a connu une renaissance,. Les Saadiens ont rénové la kasbah et élargi légèrement son contour nord avec de nouveaux palais comme El Badi. Le sultan Moulay Abdallah al-Ghalib a également transféré la population juive de la ville dans un nouveau quartier, le Mellah, sur le flanc est du Palais Royal, élargissant ainsi le contour oriental de la kasbah. Le sultan Ahmad al-Mansur a également rénové et replanté les jardins de l'Agdal, restaurant ainsi cette grande enceinte fortifiée au sud de la ville.
Les Saadiens et leurs successeurs les Alaouites ont également parrainé l'expansion du complexe de la zaouïa et de la mosquée autour du mausolée de Sidi Bel Abbes, qui était situé immédiatement au-delà de la porte nord de la ville, Bab Taghzout. Sidi Bel Abbès est souvent considéré comme le saint patron de Marrakech et un véritable quartier s'était constitué autour de sa zaouïa. Au XVIIIe siècle, sous le règne du sultan alaouite Mohammed ben Abdallah, les murs de la ville ont finalement été étendus pour englober ce quartier, formant les nouveaux quartiers nord de la ville,. Ce fut la dernière extension et modification majeure des murs de la ville.

## Description des murs
Les murs ont une construction assez régulière typique du Maroc médiéval et d'al-Andalus, mesurant entre 6 et 8 mètres de hauteur et fortifiés tous les 25 à 30 mètres par des tours carrées ou des bastions. Les murs varient entre 1,4 et 2 mètres d'épaisseur, tandis que les tours varient en épaisseur entre 8 et 14 mètres. À l'origine, les murs étaient surmontés d'un chemin étroit (chemin de ronde) qui était protégé par des remparts avec des merlons, bien que beaucoup d'entre eux aient depuis disparu. Il existe des preuves que les murs étaient à l'origine entourés d'un fossé, mais il ne semble pas que ce fossé ait joué un rôle défensif important.

## Méthodes de construction

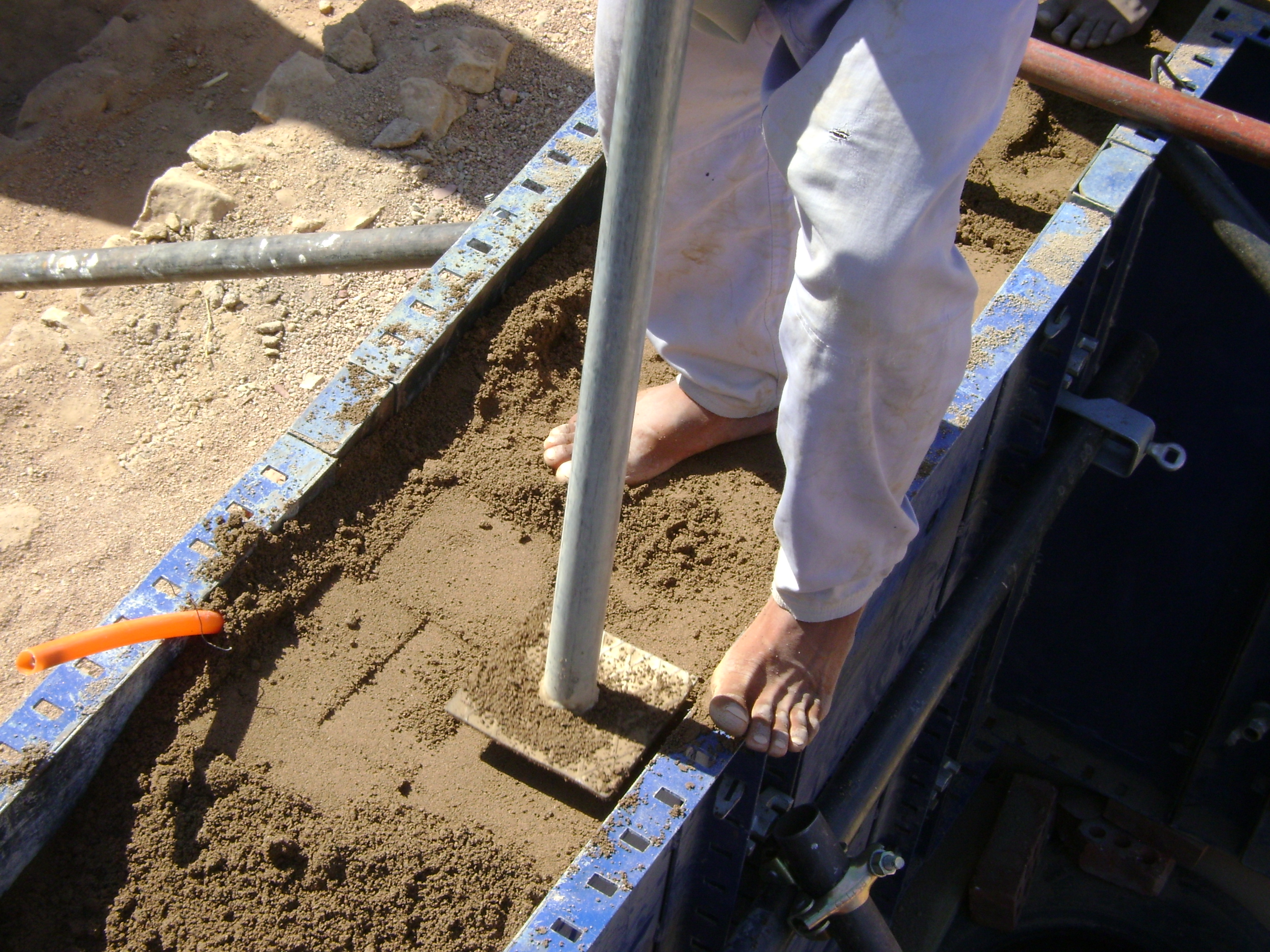
Exemple de mur en pisé en cours de construction (avec une coffrage en métal plutôt qu'en bois).

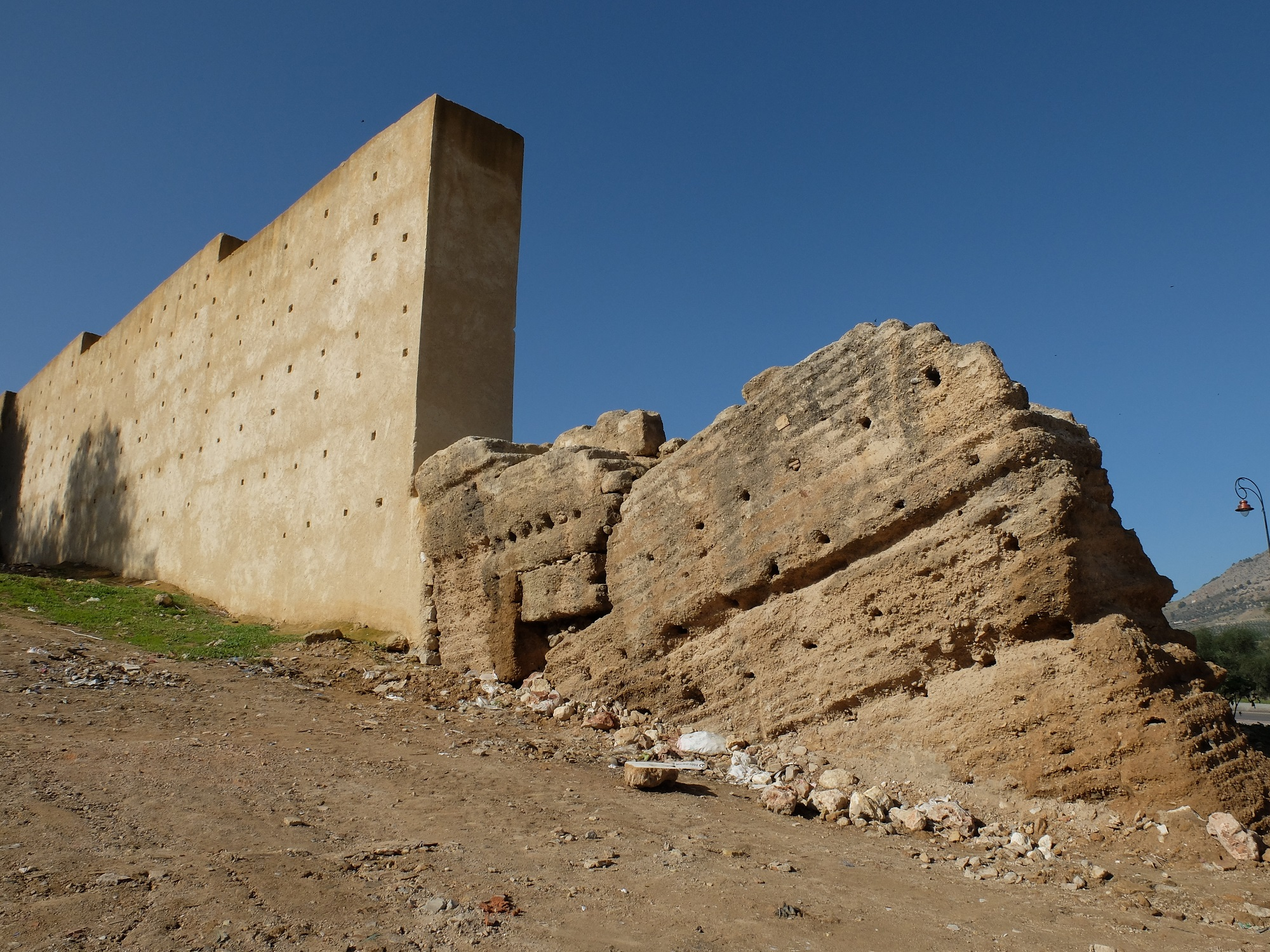
Exemple d'un pan de mur en pisé restauré (à gauche) et d'un pan de mur en pisé non restauré (à droite) à Fès.

Les murs de Marrakech, comme ceux de Fès et de la plupart des médinas du Maroc, ont été construits en terre battue, une technique de construction ancienne que l'on retrouve au Proche-Orient en Afrique et au-delà,, technique également connue sous le nom de pisé ou tabia en l'arabe. La technique était très répandue du fait de son faible coût et de sa relative efficacité. Ce matériau était constitué de sols de consistance variable (de l'argile lisse au sol rocheux) généralement mélangés à d'autres matériaux tels que la paille ou la chaux pour augmenter l'adhérence. L'ajout de chaux a également rendu les murs plus durs et plus résistants dans l'ensemble, même si cela variait localement, car certains sols durcissaient suffisamment pour ne pas avoir besoin d'adjoindre de mortier de chaux. Les murs de Marrakech contiennent jusqu'à 17% de chaux, tandis que ceux de Fès et de Meknès en contiennent jusqu'à 47%. La technique est toujours utilisée aujourd'hui, bien que la composition et le rapport de ces matériaux aient continué à changer au fil du temps car certains matériaux (comme l'argile) sont devenus plus coûteux que d'autres (comme le gravier).
Les murs étaient construits par niveaux successifs. Pendant la construction, les ouvriers ont bâti le rempart par section allant de 50 à 70 cm de longueur, maintenues temporairement ensemble par des planches en bois. Une fois que le matériau est sec et bien compact, les coffrages en bois étaient retirés, et le processus était ainsi répété au-dessus du niveau précédemment terminé,. L'échafaudage en bois laisse souvent des traces sous la forme de plusieurs rangées de petits trous visibles sur la surface des murs. Souvent, les murs étaient recouverts d'un enduit de chaux, de stuc ou d'autres matériaux pour leur donner une surface lisse et pour mieux protéger la structure principale.
Ce type de construction nécessite un entretien constant, car les matériaux utilisés sont relativement sont facilement érodés par la pluie. Dans certaines parties du Maroc (en particulier près du Sahara), les kasbah et autres structures fabriquées en pisé (généralement sans mortier de chaux) peuvent commencer à s'effondrer moins de deux décennies après leur abandon,. Les structures de ce type ne survivent que dans la mesure où elles sont continuellement restaurées; certains tronçons de mur semblent aujourd'hui neufs en raison d'un entretien régulier tandis que d'autres sont considérablement dégradées.

## Statut patrimonial
Les remparts de Marrakech sont classés au patrimoine national marocain en vertu de trois dahirs :
- Le dahir du 11 août 1914 (Bulletin officiel n° 95 du 21 août 1914) pour les remparts dans leur ensemble[14].
- Le dahir du 1er février 1922 (Bulletin officiel n° 486 du 14 février 1922) pour la zone ouest des remparts située à proximité de l'avenue Mohammed V et du jardin Arsat Moulay Abdessalam[14].
- Le dahir du 1er juillet 1936 (Bulletin officiel n° 1239 du 24 juillet 1936) pour la muraille séparant Arset el-Mâach et le quartier de la Kasbah[14].

La totalité des remparts de Marrakech (y compris les murailles des jardins de l'Agdal) sont en outre classés au patrimoine mondial de l'UNESCO depuis 1985 en tant que composante essentielle de la médina de Marrakech.